# Ephedranthus
Ephedranthus là chi thực vật có hoa trong họ Annonaceae.

## Các loài
- Ephedranthus amazonicus R.E.Fr., 1934
- Ephedranthus boliviensis Chatrou & Pirie, 2003
- Ephedranthus columbianus Maas & Setten, 1988
- Ephedranthus dimerus J.C.Lopes, Chatrou & Mello-Silva, 2013
- Ephedranthus guianensis R.E.Fr., 1931
- Ephedranthus parviflorus S.Moore, 1895
- Ephedranthus pisocarpus R.E.Fr., 1945